# Benjamin Burić
Pour les articles homonymes, voir Burić.
Benjamin Burić, né le 20 novembre 1990 à Doboj, est un joueur bosnien de handball évoluant au poste de gardien de but pour le club allemand du SG Flensburg-Handewitt et en équipe nationale de Bosnie-Herzégovine.
Il est le jumeau de Senjamin Burić, également joueur international de handball, évoluant au poste de pivot.

## Palmarès
- Championnat de Bosnie-Herzégovine (1) : 2013
- Coupe de Bosnie-Herzégovine (1) : 2013